# Aspilatopsis unilineata
Aspilatopsis unilineata är en fjärilsart som beskrevs av W. Warren 1897. Aspilatopsis unilineata ingår i släktet Aspilatopsis och familjen mätare. Inga underarter finns listade i Catalogue of Life.